# Мета-Хлорфенилпиперазин

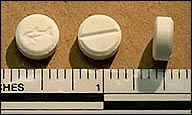
Таблетки, содержащие mCPP, продаваемые под видом «Экстази»

мета-хлорфенилпиперазин (mCPP) — химическое соединение, обладающее влиянием на функции центральной нервной системы, связанные с серотонином. Обладает психоактивными свойствами, аналогичными свойствам MDMA, при этом не обладает периферическим симпатомиметическим действием. Нередко является компонентом таблеток, продающихся под видом «Экстази».
Является метаболитом антидепрессанта тразодона.

## Физиологическое действие
Является психостимулятором, но обладает значительными побочными эффектами: может вызывать дисфорию, панику, тошноту и головную боль. По этой причине не очень популярен в качестве рекреационного наркотика.

## Механизм действия
Взаимодействует с серотониновыми транспортерами, стимулируя выброс серотонина из цитоплазмы нейрона в синаптическую щель. mCPP также напрямую взаимодействует с 5-HT рецепторами, проявляя наибольшее сродство к 5-HT2C-рецепторам, в отношении которых выступает в роли частичного агониста.
Кроме того, mCPP стимулирует выброс АКТГ, кортизола, пролактина и гормона роста.